# Paul Julius Möbius
Pour les articles homonymes, voir Moebius.
Paul Julius Möbius ou Moebius, né le 24 janvier 1853 à Leipzig et mort le 8 janvier 1907 dans la même ville, est un médecin neurologue saxon.

## Biographie
Il est le petit-fils de l'astronome et mathématicien August Möbius (1790-1868).
Paul Julius Möbius effectue sa scolarité à Leipzig, puis il étudie la philosophie et la théologie aux universités de Leipzig, d'Iéna et de Marbourg où il obtient un doctorat en philosophie.
Il entreprend des études de médecine à Iéna et Marbourg, ou il obtient un second doctorat, en médecine, en 1876. Il effectue ensuite son service militaire en atteignant le rang de médecin-chef (Oberstabsarzt).
Il s'établit à Leipzig pour pratiquer la médecine privée. Il devient aussi l'assistant d'Adolf Strümpell, chef du service de neurologie de la polyclinique universitaire (1853-1925). Pendant quelques années, il assume en outre la direction du service de neurologie de l'Albert-Verein (association d'infirmières de la croix-rouge allemande).
En 1883, il est habilité pour être privatdozent en neurologie, mais n'obtenant aucun poste réumunéré, il abandonne finalement l'enseignement au bout d'une dizaine d'années.

## Travaux

### En neuropsychiatrie
Il a laissé son nom à une anomalie congénitale neurologique rare, le syndrome de Möbius qu'il décrit en 1884.
Auteur prolifique, il est bien connu en son temps pour ses nombreuses publications, notamment ses études psychopathologiques de grands auteurs tels Goethe, Rousseau, Schopenhauer et Nietzsche.
Il est aussi connu pour s'être intéressé à l'hystérie avec cette définition de 1888 qui, dans son contenu, précédait les théories de Sigmund Freud, Josef Breuer et Pierre Janet : « Sont hystériques toutes les manifestations pathologiques causées par des représentations. » Puis « Une partie seulement des phénomènes pathologiques correspond par son contenu aux idées motivantes, c.à.d. à celles provoquées par des suggestions étrangères et des autosuggestions, dans le cas par exemple, où l'idée de ne pouvoir mouvoir le bras entraîne une paralysie de celui-ci. D'autres phénomènes hystériques, tout en émanant bien de représentations, ne leur correspondent pas au point de vue du contenu. ».

### Sur la maladie de Basedow
En 1886, Möbius suggère que le goitre exophtalmique de la maladie de Basedow est lié à un désordre fonctionnel de la thyroïde « qui secrète un poison ». C'est l'un des premiers à s'approcher du concept d'hyperthyroïdie, mais son nom n'est resté que pour un petit signe oculaire décrit en 1888 : convergence incomplète des yeux quand le malade atteint de Basedow regarde un doigt qui se rapproche (signe de Möbius, qui se voit aussi dans le syndrome de Möbius).
Malgré l'importance de ses contributions, l'apport de Möbius reste peu connu et négligé, probablement à cause de son ouvrage sur les femmes constamment réédité, ce qui a fait l'objet de commentaires tels que : « Peut-être le destin a-t-il voulu le punir d'avoir commis un ouvrage à succès De la Débilité mentale physiologique chez la femme… ».

## Son ouvrage sur les femmes
Moebius a acquis une renommée plus douteuse en publiant en 1900 un ouvrage intitulé De la Débilité mentale physiologique chez la femme (Ueber  den physiologischen Schwachsinn des Weibes), considéré aujourd'hui comme typique de la misogynie scientifique de l'époque,,. Reprenant des analyses craniologiques du XIXe siècle qui associaient sexisme et anthropologie raciale, il écrit notamment : « On peut définir la femme en la situant à mi-chemin entre la sottise et le comportement normal. Il convient d’abandonner l’idée abstraite de « genre humain » pour parler désormais de « genres humains ». Comparé à celui de l’homme, le comportement de la femme paraît pathologique, comme celui des nègres comparé à celui des Européens. ».

### Analyse
Le livre est composé dans le contexte d'un débat en Allemagne sur la possibilité offerte aux femmes de faire des études de médecine. Möbius prétend démontrer scientifiquement l’infériorité  intellectuelle de la femme par rapport à l'homme en se fondant sur le petit volume de leur cerveau. La femme serait selon lui «un  être  hybride entre l’homme et l’enfant» ; elle est menteuse, rusée, influençable, incapable d'une réflexion abstraite ou morale. La Nature l'a faite ainsi : la femme est requise pendant de longues années par les soins qu'elle doit donner aux enfants, de sorte que le processus de différenciation des sexes est plus marqué dans l'espèce humaine que dans d'autres espèces animales. Selon Moebius,« la  Nature  a  doté la femme  de tous  les  attributs  utiles  à  sa  destinée  et  lui  a refusé  les  facultés  spirituelles  et  intellectuelles de  l’homme» ; pour cet auteur, «la procréation et le soin apporté aux enfants» constituent  le  but  ultime  de  l'existence féminine.

### Accueil
L'ouvrage, très bien accueilli, a connu 8 éditions entre 1900 et 1906. Cependant, il a suscité également des critiques, comme celles de Hedwig Dohm (1831-1919) dans Les Anti-féministes (1902). Oda Olberg a répondu à Moebius dans Les femmes et l'intellectualisme en 1903, de même que Johanna Elberskirchen dans Féminisme et science en 1902. Ainsi Elberskirchen écrit : « La vérité est que lorsque les savants émettent des opinions concernant les femmes, ils sont trop hommes (Mann) et trop peu ou pas du tout humains (Mensch). » (Elberskirchen 1902 p. 4). Dans les rééditions du livre, Moebius publie des lettres qui lui avaient été adressées pour et contre le livre.

## Éponymies
- Dystrophie musculaire de Leyden-Moebius ou myopathie de Leyden-Möbius : dystrophie musculaire des ceintures (Type 2A) ;
- maladie de Moebius ou migraine ophtalmoplégique (ne pas confondre avec migraine ophtalmique) : migraine avec paralysie oculo-motrice (maladie génétique apparaissant dans l'enfance) ;
- signe de Moebius : déficit de convergence des yeux pour fixer un point rapproché ;
- syndrome de Moebius.

## Principales publications (sélection)
- Die Basedowsche Krankheit . Dans Handbuch der speciellen Pathologie und Therapie de Hermann Nothnagel . Volume 12; Vienne - 1894; deuxième édition, 1903 - Sur la maladie de Basedow.
- Beiträge zur Lehre von den Geschlechtsunterschieden . Halle, 1903–1904 - Contributions à la théorie des différences entre les sexes .

### Neurologie
- Über hereditäre Nervenkrankheiten . dans Sammlung klinischer Vorträge de Richard von Volkmann . Leipzig, 1879 - Sur les maladies nerveuses héréditaires.
- Über periodische Oculomotoriuslähmung.  Berliner klinische Wochenschrift, 1884
- Über Neuritis puerperalis.  Münchener mediznische Wochenschrift, 1887.
- Über angeborene Facialis-Abducenslähmung . Münchener mediznische Wochenschrift, 1888 - Sur la paralysie faciale congénitale du nerf abducens.
- Die Nervosität . Leipzig, 1882; troisième édition, 1906 - Les maladies nerveuses.

### Psychopathologie
- Über das Pathologische bei Goethe.  Leipzig, 1898.
- J. J. Rousseaus Krankengeschichte.  Leipzig, 1889; 2nd edition, 1903.
- Über Schopenhauer.  Leipzig, 1899.

- Über das pathologische bei Nietzsche. Grenzfragen Nerv. u Seelenleben, H. 17. Wiesbaden, 1902; 2nd edition, 1904.

- Über den physiologischen Schwachsinn des Weibes . Slg. Abh. Nervenkrkh. Volume 3, H. 3. Halle, 1900; neuvième édition, 1908 - De la débilité mentale physiologique des femmes, traduction en français aux éd. Solin (1980).